# 李成姬
李成姬（韓語：리성희；1978年12月3日—）是朝鲜民主主义人民共和国举重运动员。
李成姬14岁开始学习举重，在2000年奥运会女子58公斤级比赛中以总成绩220.0公斤获得银牌。4年后的雅典奥运会，她又以总成绩232.5公斤再夺银牌。
在2002年釜山亚运会女子举重53公斤级比赛中，李成姬以抓举102公斤的成绩打破当时由中国选手杨霞保持的世界纪录。